# 킬로그램 매 세제곱미터

1 세제곱미터의 밀도: 1 kg/m^{3}

킬로그램 매 세제곱미터는 kg/m³로 표시되는 밀도의 SI단위이다. 여기서 kg는 킬로그램을 가리키고 m³은 세제곱미터이다. 물의 밀도는 약 1000 kg/m³(정확히는 277K에서 )이고, 물 1 세제곱미터는 약 1 톤 물의 중량이다. kg/m³는 보통 kg m-3로 씌여진 것과 동일하다. 화학에서는 g/cm3가 좀더 흔하게 사용된다.

## 변환
1 kg/m3은 다음과 같다.
= 0.001 g/cm3 (정확히)
≈ 0.06243 lb/ft3 (대략)
≈ 0.1335 oz/gal (대략)
정확히 1 g/cm3 = 1000 kg/m3 = 1,000,000 g/m3
대략 1 lb/ft3 ≈ 16.02 kg/m3
대략 1 oz/gal ≈ 7.489 kg/m3